# Planeta Super Mix 9
Planeta Super Mix 9 – dziewiąta składanka z serii Planeta Super Mix wydana przez radio Planeta FM i wydawnictwo Magic Records w formie Various Artists.

## Historia
Płyta została wydana przez Radio Planeta w wytwórni Magic Records 28 września 2006 roku. Jest to dziewiąta płyta z serii PLANETA SUPER MIX. 

## Skład Płyty
1. INTRO 1

2. Ritmo Ritmo - Hello Mallorca/Welcome to Ibiza

3. Ole Van Dansk - U Can Run

4. Cascada - Everytime We Touch

5. Holly Dolly - Dolly Song

6. Kate Ryan - Alive

7. Beatfreakz - Superfreak

8. Supafly Inc. - Moving Too Fast

9. Akcent - Jokero

10. Bob Sinclar & Cutee B. feat. Big Ali - Rock This Party

11. Musikk feat. Bombay Rockers - When the Musikk Starts to Play

12. Loco-Loco - Mosquito

13. Spoonface - Here For You

14. Molella - From Space to My Life

15. Inner City Playboys - Jetsetter

16. Bubble J. feat. Emy - Don't Stop

17. Ann Winsborn - Smile

18. Dj Jose - Dedication

19. Zero - Jedziemy na maxa 2006

20. Joy Di Maggio - My Music

21. Benassi Bros. feat. Sandy - Feel Alive

22. INTRO 2

23. James Kakande - You You You

24. Elize - Into Your System

25. One Mind - In Da House

26. Diego Ray - Afterlite

27. Blue Avenue - On The Radio

28. Dj Nick vs. Hannah Jones - No Mercy

29. Plus+-Minus - Rocking With The Best

30. Alex Gaudino & Jerma - Reaction

31. David Guetta vs. The Egg - Love Don't Let Me Go/Walking Away

32. Kortezman - My Love

33. John Morley - Brothers and Sisters

34. Kingdom Kome feat. David Nicoll - Feel The Magic

35. Melissa Tkautz - The Glamorous Life

36. Tube & Berger - No Control

37. INTRO 3

38. Kalwi & Remi - Imagination

39. Milk Inc. - Tainted Love

40. The Hitmen - Energy is You

41. Rave Allstars - Wonderful Days 2006

42. Numa! feat. Christy - A Long Way

43. 4 Clubbers - Let Me Be Your Fantasy

44. Greatest Deejay - Cut The Music

45. Drop Kickz - Clap It!

46. Rave Allstars vs. Object One - Ping Pong 2006

47. Megara vs. Dj Lee - For a Moment

48. C-90 feat. Red Monkey - Jo Dj!

49. Kadoc - You Got To Be There

50. Westbam and The Love Committee - United States of Love